# ...And Oceans
...And Oceans – fiński zespół blackmetalowy. Wcześniej działający pod nazwą Festerday (lata 1989-1992). W trzy lata po rozpadzie powstał ...And Oceans. Styl zespołu – początkowo tradycyjny black metal – na najnowszych płytach zaczął zmierzać w kierunku muzyki elektronicznej i industrialnej. Członkowie zespołu udzielali się w zespole grającym surowy fiński black metal O. ...And Oceans zakończyło działalność po 10 latach, aby zmienić nazwę na Havoc Unit.

## Muzycy

### Ostatni znany skład zespołu
- Anti "Plasmaar, Anzhaar" – instrumenty klawiszowe – (1997–)
- Kenny "Killstar, K-2T4-S, You" – wokal – (1995–)
- T "Tripster, Neptune" – gitara – (1995–)
- Pete (Petri Seikkula) – gitara – (2002–)
- Q "Gaunt, Atomica" (Mika Aalto) – gitara basowa – (1997–)
- Sami Latva – perkusja – (2002–)

### Byli członkowie zespołu
- de Monde "7Even II" – gitara – (1995–2000)
- Martex "Cauldron, Grief, Mr. Plaster" (Jani Martikkala) – perkusja – (1997–2000)
- Mr. Oos – gitara basowa – (1995–1997)
- Janne – perkusja
- Jallu – gitara basowa
- Piia – instrumenty klawiszowe

## Dyskografia

### Albumy studyjne
- The Dynamic Gallery Of Thoughts – (1998)
- The Symmetry Of I – The Circle Of O – (1999)
- Allotropic/Metamorphic Genesis Of Dismorphism (A.M.G.O.D.) – (2001)
- Cypher – (2002)

### Splity
- WAR Vol.1 – (1998, split z Bloodthorn)
- Synaesthesia (The requiem Reveries) – (2007)

### Kompilacje
- ...And Oceans – (2000)
- mOrphogenesis – (2001)
- ...And Oceans – The Dynamic Gallery of Thoughts / The Symmetry of I -The Circle of O – (2003)

### Dema
- Wave – (1995)
- Promo Tape – (1996)
- Mare Liberum – (1997)